# ISU Challenger Series 2019/2020
ISU Challenger Series 2019/2020 – 6. edycja zawodów Challenger Series w łyżwiarstwie figurowym. Zawodnicy podczas sezonu wystąpili w dziesięciu zawodach tego cyklu. Rywalizacja rozpoczęła się w 12 września w Oakville, a zakończy się 7 grudnia w Zagrzebiu.	

## Kalendarium zawodów
| Lp. | Data                               | Miejsce        | Zawody                       | Źr. |
| --- | ---------------------------------- | -------------- | ---------------------------- | --- |
| 1   | 12–14 września 2019                | Oakville       | Autumn Classic International |     |
| 2   | 13–15 września 2019                | Bergamo        | Lombardia Trophy             |     |
| 3   | 17–22 września 2019                | Salt Lake City | U.S. International Classic   |     |
| 4   | 19–21 września 2019                | Bratysława     | Memoriał Ondreja Nepeli      |     |
| 5   | 25–28 września 2019                | Oberstdorf     | Nebelhorn Trophy             |     |
| 6   | 11–13 października 2019            | Espoo          | Finlandia Trophy             |     |
| 7   | 18–20 października 2019            | Mińsk          | Minsk-Arena Ice Star         |     |
| 8   | 30 października – 3 listopada 2019 | Dongguan       | Asian Open Trophy            |     |
| 9   | 14–17 listopada 2019               | Warszawa       | Warsaw Cup                   |     |
| 10  | 4–7 grudnia 2019                   | Zagrzeb        | Golden Spin of Zagreb        |     |

## Medaliści

### Soliści
| Zawody                       | 1. miejsce      | 2. miejsce           | 3. miejsce       | Źr.    |
| ---------------------------- | --------------- | -------------------- | ---------------- | ------ |
| Autumn Classic International | Yuzuru Hanyū    | Kévin Aymoz          | Keegan Messing   | [ 2 ]  |
| Lombardia Trophy             | Jin Boyang      | Dmitrij Alijew       | Matteo Rizzo     | [ 3 ]  |
| U.S. International Classic   | Keiji Tanaka    | Sōta Yamamoto        | Vincent Zhou     | [ 4 ]  |
| Memoriał Ondreja Nepeli      | Dmitrij Alijew  | Matteo Rizzo         | Deniss Vasiļjevs | [ 5 ]  |
| Nebelhorn Trophy             | Makar Ignatow   | Koshiro Shimada      | Alexei Bychenko  | [ 6 ]  |
| Finlandia Trophy             | Shōma Uno       | Sōta Yamamoto        | Roman Sadovsky   | [ 7 ]  |
| Minsk-Arena Ice Star         | Daniel Grassl   | Artiom Kowalow       | Adam Siao Him Fa | [ 8 ]  |
| Asian Open Trophy            | Daniel Grassl   | Andrew Torgashev     | Ryan Dunk        | [ 9 ]  |
| Warsaw Cup                   | Andriej Mozalew | Piotr Gumiennik      | Lee June-hyoung  | [ 10 ] |
| Golden Spin of Zagreb        | Jason Brown     | Moris Kwitiełaszwili | Makar Ignatow    | [ 11 ] |

### Solistki
| Zawody                       | 1. miejsce               | 2. miejsce               | 3. miejsce             | Źr.    |
| ---------------------------- | ------------------------ | ------------------------ | ---------------------- | ------ |
| Autumn Classic International | Rika Kihira              | Jewgienija Miedwiediewa  | Lim Eun-soo            | [ 12 ] |
| Lombardia Trophy             | Anna Szczerbakowa        | Jelizawieta Tuktamyszewa | You Young              | [ 13 ] |
| U.S. International Classic   | Satoko Miyahara          | You Young                | Amber Glenn            | [ 14 ] |
| Memoriał Ondreja Nepeli      | Aleksandra Trusowa       | Kaori Sakamoto           | Kim Ha-nul             | [ 15 ] |
| Nebelhorn Trophy             | Mariah Bell              | Kim Ye-lim               | Nicole Schott          | [ 16 ] |
| Finlandia Trophy             | Alona Kostornoj          | Jelizawieta Tuktamyszewa | Yuhana Yokoi           | [ 17 ] |
| Minsk-Arena Ice Star         | Sofja Samodurowa         | Kim Ha-nul               | Jekatierina Riabowa    | [ 18 ] |
| Asian Open Trophy            | Lim Eun-soo              | Kim Ha-nul               | Gabriella Izzo         | [ 19 ] |
| Warsaw Cup                   | Jekatierina Kurakowa     | Bradie Tennell           | Jelizawieta Nugumanowa | [ 20 ] |
| Golden Spin of Zagreb        | Jelizawieta Tuktamyszewa | Wiktorija Safonowa       | Nicole Schott          | [ 21 ] |

### Pary sportowe
| Zawody                       | 1. miejsce                              | 2. miejsce                             | 3. miejsce                            | Źr.                               |
| ---------------------------- | --------------------------------------- | -------------------------------------- | ------------------------------------- | --------------------------------- |
| Autumn Classic International | Konkurencja nie została rozegrana       | Konkurencja nie została rozegrana      | Konkurencja nie została rozegrana     | Konkurencja nie została rozegrana |
| Lombardia Trophy             | Konkurencja nie została rozegrana       | Konkurencja nie została rozegrana      | Konkurencja nie została rozegrana     | Konkurencja nie została rozegrana |
| U.S. International Classic   | Ashley Cain-Gribble / Timothy LeDuc     | Jewgienija Tarasowa / Władimir Morozow | Peng Cheng / Jin Yang                 | [ 22 ]                            |
| Memoriał Ondreja Nepeli      | Konkurencja nie została rozegrana       | Konkurencja nie została rozegrana      | Konkurencja nie została rozegrana     | Konkurencja nie została rozegrana |
| Nebelhorn Trophy             | Kirsten Moore-Towers / Michael Marinaro | Alexa Scimeca Knierim / Chris Knierim  | Ryom Tae-ok / Kim Ju-sik              | [ 23 ]                            |
| Finlandia Trophy             | Anastasija Miszyna / Aleksandr Gallamow | Alisa Jefimowa / Aleksandr Korowin     | Lubow Iluszeczkina / Charlie Bilodeau | [ 24 ]                            |
| Minsk-Arena Ice Star         | Konkurencja nie została rozegrana       | Konkurencja nie została rozegrana      | Konkurencja nie została rozegrana     | Konkurencja nie została rozegrana |
| Asian Open Trophy            | Konkurencja nie została rozegrana       | Konkurencja nie została rozegrana      | Konkurencja nie została rozegrana     | Konkurencja nie została rozegrana |
| Warsaw Cup                   | Jessica Calalang / Brian Johnson        | Alina Piepielewa / Roman Pleszkow      | Justine Brasseur / Mark Bardej        | [ 25 ]                            |
| Golden Spin of Zagreb        | Ashley Cain-Gribble / Timothy LeDuc     | Tarah Kayne / Danny O’Shea             | Minerva Fabienne Hase / Nolan Seegert | [ 26 ]                            |

### Pary taneczne
| Zawody                       | 1. miejsce                                   | 2. miejsce                                   | 3. miejsce                               | Źr.    |
| ---------------------------- | -------------------------------------------- | -------------------------------------------- | ---------------------------------------- | ------ |
| Autumn Classic International | Piper Gilles / Paul Poirier                  | Lilah Fear / Lewis Gibson                    | Marie-Jade Lauriault / Romain Le Gac     | [ 27 ] |
| Lombardia Trophy             | Charlène Guignard / Marco Fabbri             | Laurence Fournier Beaudry / Nikolaj Sørensen | Ołeksandra Nazarowa / Maksym Nikitin     | [ 28 ] |
| U.S. International Classic   | Madison Chock / Evan Bates                   | Christina Carreira / Anthony Ponomarenko     | Carolane Soucisse / Shane Firus          | [ 29 ] |
| Memoriał Ondreja Nepeli      | Wiktorija Sinicyna / Nikita Kacałapow        | Sara Hurtado / Kiriłł Chalawin               | Lorraine McNamara / Quinn Carpenter      | [ 30 ] |
| Nebelhorn Trophy             | Laurence Fournier Beaudry / Nikolaj Sørensen | Kaitlin Hawayek / Jean-Luc Baker             | Christina Carreira / Anthony Ponomarenko | [ 31 ] |
| Finlandia Trophy             | Madison Chock / Evan Bates                   | Wang Shiyue / Liu Xinyu                      | Bietina Popowa / Siergiej Mozgow         | [ 32 ] |
| Minsk-Arena Ice Star         | Sara Hurtado / Kiriłł Chalawin               | Natalia Kaliszek / Maksym Spodyriew          | Ołeksandra Nazarowa / Maksym Nikitin     | [ 33 ] |
| Asian Open Trophy            | Christina Carreira / Anthony Ponomarenko     | Ksienija Konkina / Pawieł Drozd              | Marija Kazakowa / Gieorgij Riewija       | [ 34 ] |
| Warsaw Cup                   | Marie-Jade Lauriault / Romain Le Gac         | Ksienija Konkina / Pawieł Drozd              | Caroline Green / Michael Parsons         | [ 35 ] |
| Golden Spin of Zagreb        | Charlène Guignard / Marco Fabbri             | Annabelle Morozow / Andriej Bagin            | Caroline Green / Michael Parsons         | [ 36 ] |

## Klasyfikacja końcowa
| Poz. | Zawodnik             | Nota końcowa |
| ---- | -------------------- | ------------ |
| 1    | Dmitrij Alijew       | 504,94       |
| 2    | Daniel Grassl        | 473,90       |
| 3    | Sōta Yamamoto        | 463,35       |
| 4    | Matteo Rizzo         | 460,08       |
| 5    | Moris Kwitiełaszwili | 457,61       |
| 6    | Makar Ignatow        | 449,73       |
| 7    | Alexei Krasnozhon    | 442,62       |
| 8    | Camden Pulkinen      | 435,82       |
| 9    | Aleksandr Selevko    | 431,01       |
| 10   | Adam Siao Him Fa     | 429,55       |

| Poz. | Zawodniczka              | Nota końcowa |
| ---- | ------------------------ | ------------ |
| 1    | Jelizawieta Tuktamyszewa | 435,53       |
| 2    | You Young                | 400,18       |
| 3    | Lim Eun-soo              | 382,01       |
| 4    | Kim Ye-lim               | 368,87       |
| 5    | Sofja Samodurowa         | 367,77       |
| 6    | Wiktorija Safonowa       | 363,92       |
| 7    | Kim Ha-nul               | 361,32       |
| 8    | Nicole Schott            | 360,47       |
| 9    | Jekatierina Riabowa      | 354,57       |
| 10   | Starr Andrews            | 350,28       |

| Poz. | Zawodnicy                             | Nota końcowa |
| ---- | ------------------------------------- | ------------ |
| 1    | Ashley Cain-Gribble / Timothy LeDuc   | 405,01       |
| 2    | Tarah Kayne / Danny O’Shea            | 368,31       |
| 3    | Minerva Fabienne Hase / Nolan Seegert | 367,39       |
| 4    | Alisa Jefimowa / Aleksandr Korowin    | 365,74       |
| 5    | Jessica Calalang / Brian Johnson      | 357,96       |
| 6    | Miriam Ziegler / Severin Kiefer       | 330,89       |
| 7    | Olivia Serafini / Mervin Tran         | 322,29       |
| 8    | Laura Barquero / Ton Consul           | 313,79       |
| 9    | Jelena Pawłowa / Ruben Blommaert      | 307,78       |
| 10   | Ioulia Chtchetinina / Mark Magyar     | 307,22       |

| Poz. | Zawodnicy                                    | Nota końcowa |
| ---- | -------------------------------------------- | ------------ |
| 1    | Charlène Guignard / Marco Fabbri             | 404,28       |
| 2    | Madison Chock / Evan Bates                   | 400,66       |
| 3    | Laurence Fournier Beaudry / Nikolaj Sørensen | 390,36       |
| 4    | Sara Hurtado / Kiriłł Chalawin               | 382,44       |
| 5    | Christina Carreira / Anthony Ponomarenko     | 381,90       |
| 6    | Lilah Fear / Lewis Gibson                    | 372,34       |
| 7    | Annabelle Morozow / Andriej Bagin            | 369,73       |
| 8    | Olivia Smart / Adrià Díaz                    | 369,06       |
| 9    | Marie-Jade Lauriault / Romain Le Gac         | 368,39       |
| 10   | Wang Shiyue / Liu Xinyu                      | 367,81       |